# ساينس ميد (شركة)
ساينس ميد هي شركة لإنتاج الأدوية البيطرية مصرية، والشركة تم تأسيسها سنة 2014، وبدأ إنتاجها للدواء البيطري في نفس السنة. وهي من الشركات الحديثة التي بدأت في تصنيع الدواء البيطري في السوق المصري، وقد حازت منتجات شركة ساينس ميد للأدوية البيطرية على موقع هام في السوق المحلي بإنتاجها المتنوع. والذي لا يزال قسم من منتجاتها قيد الترخيص، والشركة تطمح إلى تقديم الجديد من الأدوية البيطرية الحديثة التي دخلت في مجال المعالجة البيطرية بعد تجربتها حقلياً والتأكد من فعاليتها وسلامتها ومردودها الاقتصادي بالنسبة للمربي.